# Porphyrinia secunda
Porphyrinia secunda là một loài bướm đêm trong họ Noctuidae.